# Majláth Júlia
Majláth Júlia (Budapest, 1921. január 20. – Budapest, 1976. január 11. magyar zenepedagógus, zeneszerző, sok közismert táncdal szerzője.

## Élete
Maurer Dávid és Kohn Margit gyermekeként született. Eredetileg zongoraművésznek tanult, karrierjét azonban 1940-ben a járványos gyermekbénulás félbeszakította. Később zeneszerzést tanult, ezzel a könnyűzene felé vette az irányt. Az évek során több száz, nagy sikerű slágert írt, több fiatal énekest indított el pályáján. Szécsi Pál 1966-tól volt növendéke. 1948-ban és 1968-ban megnyerte a Magyar Rádió slágerversenyét. A táncdalfesztiválok népszerű szerzője volt, 1967-ben nagydíjas lett a Rövid az élet és a Nem várok holnapig című számaival. A Csinibaba című filmben több szerzeménye szerepel (pl. Valaki kell nekem is, Imádok élni)

## Munkáiból

### Nagyobb terjedelműek
- Mindenki a fedélzetre, rádióoperett
- Sportol az ország, vígjáték
- Üldöznek a nők, vígjáték

### Dalai
- Nem adlak másnak, 1978 (ea. Záray Márta és Vámosi János)
- Azt a rózsaszín szegfűt, 1972 (ea. Szécsi Pál)
- Nem vagy te Néró, 1971 (ea. Késmárky Marika)
- Szeretném bejárni a földet, 1969 (ea. Harangozó Teri)
- Divat a mini, 1968 (ea. Szécsi Pál)
- Nem várok holnapig, 1967 (ea. Zalatnay Sarolta)
- Rövid az élet, 1967 (ea. Toldy Mária)
- Imádok élni, 1966 (ea. Sárosi Katalin)
- Élj vele boldogan, 1966 (ea. Mátrai Zsuzsa)
- Valaki kell nekem is, 1960 (ea. Hollós Ilona)
- Amikor virágba borultak az almafák, 1960 (Németh Lehel)
- Nem adlak másnak, 1959 (ea. Hollós Ilona)